# Rhodanthidium hissarense
Rhodanthidium hissarense is een vliesvleugelig insect uit de familie van de Megachilidae. De wetenschappelijke naam van de soort is voor het eerst geldig gepubliceerd in 1939 door George A. Mavromoustakis.